# Jan Otrembski
Jan Otrembski (ur. 4 czerwca lub 4 lipca 1890 w Częstochowie, zm. 7 sierpnia 1961 tamże) – polski aktor i reżyser teatralny, założyciel i dyrektor Teatru im. Adama Mickiewicza w Częstochowie w latach 1926–1932.

## Życiorys
Urodził się w Częstochowie. W 1905 relegowano go z gimnazjum za udział w zrywie patriotycznym. Naukę kontynuował w polskiej szkole prywatnej. Do zawodu aktorskiego przygotowywał się pod kierunkiem Bronisława Skąpskiego. Zadebiutował w 1909 w zespole Marii Przybyłko-Potockiej podczas Wystawy Przemysłu i Rolnictwa w drobnej roli Dworzanina w sztuce Obrona Częstochowy. Występował w Kielcach i Inowrocławiu. W 1924 współkierował Teatrem Miejskim w Grudziądzu, a w sezonie 1926/1927 był dyrektorem Teatru Popularnego w Lesznie. 
W sezonie 1926/27 otrzymał licencję z ZASP na prowadzenie teatru w sali Reduty przy ul. Strażackiej 8 (dziś: Katedralna 13) w Częstochowie, adaptowanej na ten cel przez właściciela Szpigelmana. Otrembski skompletował pierwszy stały zespół aktorski, a na pokrycie kosztów zaliczek dla aktorów i urządzenie sali wydał wszystkie swoje oszczędności w wysokości 6 tys. zł. 15 marca 1927 nastąpiło otwarcie stałego teatru miejskiego Rozmaitości, podczas którego odbyła się premiera Ślubów panieńskich Aleksandra Fredry. We wrześniu tego samego roku nowy teatr przyjął nazwę: Teatr Miejski Rozmaitości. 
W październiku 1928 z inicjatywy Jana Otrembskiego i starosty częstochowskiego Kazimierza Kühna powstała spółka akcyjna Towarzystwo Budowy i Eksploatacji Teatru w Częstochowie S.A, dzięki czemu rozpoczęto budowę gmachu teatralnego na placu zakupionym przez Towarzystwo na rogu ulic Kilińskiego i Jasnogórskiej. 
Po zamknięciu Teatru Rozmaitości (1930), ze względu na zagrożenie bezpieczeństwa widzów w jego dotychczasowej siedzibie, w lipcu następnego roku otwarto Teatr Miejski Kameralny w sali parterowej częściowo wykończonego gmachu przy ul. Kilińskiego pod dyrekcją Jana Otrembskiego i A. Piekarskiego. Otrembski próbował także prowadzić scenę w Parku im. Staszica pod Jasną Górą. Spotkał się jednak z dużym sprzeciwem ze strony klasztoru, a Teatr Letni – Regionalny ostatecznie został zamknięty.
W latach 1932–1938 Otrembski był dyrektorem w teatrach różnych miast Polski: w Grodnie, Kaliszu, Radomiu, Ostrowie Wielkopolskim i Płocku. W sezonie 1938/1939 powrócił do rodzinnego miasta. W czasie okupacji odrzucił propozycję kierowania częstochowskim teatrem. Prowadził w tym okresie jadłodajnię przy ulicy Krakowskiej, wspomagając wielu bezrobotnych wówczas aktorów.
Po II wojnie światowej pracował jako aktor w Teatrze im. Adama Mickiewicza w Częstochowie. W 1957 obchodził jubileusz 45-lecia pracy scenicznej w roli Alfreda Amoroso (Filomena Mauturano), a 22 kwietnia 1961 50-lecia w roli Zwicknagla (Kelner Hauptmann z Kolonii).
W 1957 został odznaczony przez Radę Państwa Złotym Krzyżem Zasługi w uznaniu za długoletnią pracę artystyczną.

## Ważniejsze role teatralne
- Kusy w Zaczarowanym kole Lucjana Rydla
- Chochoł w Weselu Stanisława Wyspiańskiego
- Zbyszek i Felicjan w Moralności Pani Dulskiej Gabrieli Zapolskiej
- Kapelan w Damach i Huzarach Aleksandra Fredry
- Dyndalski w Zemście Aleksandra Fredry
- Rejent w Szkole żon Moliera